# コンヤ
コンヤ (トルコ語: Konya) は、トルコの都市である。コニヤとも表記される。

## 概要

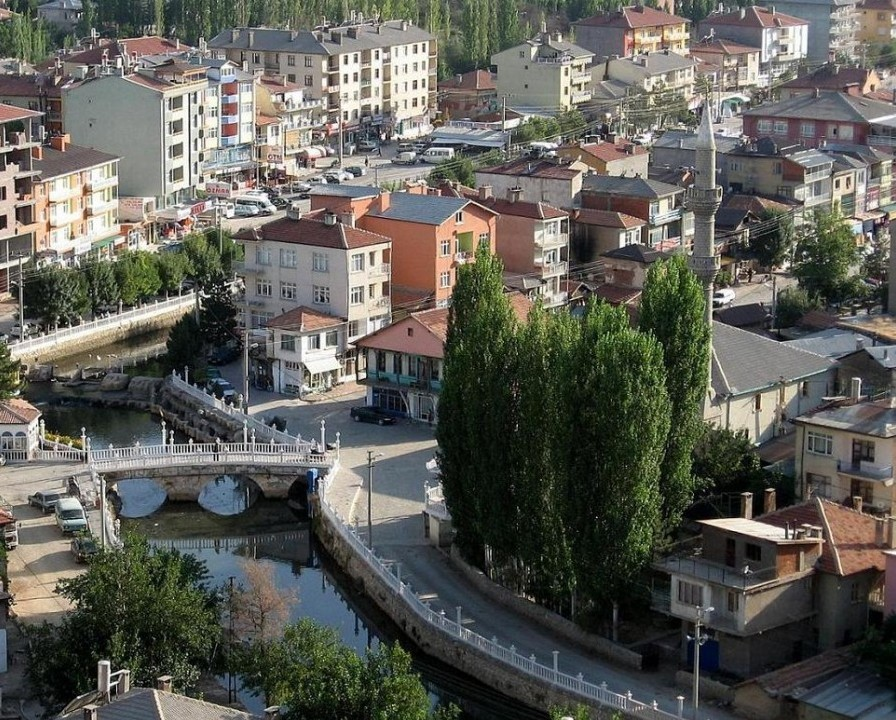
市内風景

トルコ内陸アナトリア地方の主要都市のひとつ。コンヤ県の県都で、2016年の人口は約122万人で、人口規模ではトルコ第6の都市である。2012年の行政区域改編以降のコンヤ大都市自治体はコンヤ県の全域と同じ区域となっている。
パウロがキリスト教の布教に訪れたことで知られる都市イコニウム (Iconium) の後身で、西欧諸言語における伝統的な表記はConiaあるいはKonia（コニア）である。
2006年にコンヤ貿易センターに42階建てのセルジュークタワーが建設された。
2011年にはトルコ高速鉄道のアンカラ・コンヤ高速線の開業により、首都アンカラまで従来の鉄道では10時間以上掛かっていた所要時間が1時間30分に短縮された。将来は1時間15分で結ばれる計画となっている。自動車では両都市間はおよそ3時間で結ばれている。

## 地理

### 位置
コンヤはコンヤ平原の中心地に位置する。
中央アナトリア地方の南部に位置する。コンヤの最南端はトロス山脈の山々に囲まれている。

### 地形

#### 湖沼
近郊（コンヤ県内または隣接する県にまたがる地域）にはいくつかの湖がある。
- トゥズ湖
- アクシェヒル湖
- ベイシェヒル湖（英語版）

### 気候
ケッペンの気候区分でステップ気候に区分される。
| コンヤの気候                                     | コンヤの気候 | コンヤの気候 | コンヤの気候 | コンヤの気候 | コンヤの気候 | コンヤの気候 | コンヤの気候 | コンヤの気候 | コンヤの気候 | コンヤの気候 | コンヤの気候 | コンヤの気候 | コンヤの気候   |
| 月                                               | 1月          | 2月          | 3月          | 4月          | 5月          | 6月          | 7月          | 8月          | 9月          | 10月         | 11月         | 12月         | 年             |
| ------------------------------------------------ | ------------ | ------------ | ------------ | ------------ | ------------ | ------------ | ------------ | ------------ | ------------ | ------------ | ------------ | ------------ | -------------- |
| 平均最高気温 °C （°F）                           | 4.6 (40.3)   | 6.7 (44.1)   | 12.0 (53.6)  | 17.4 (63.3)  | 22.3 (72.1)  | 26.9 (80.4)  | 30.3 (86.5)  | 30.3 (86.5)  | 26.3 (79.3)  | 20.0 (68)    | 12.5 (54.5)  | 6.2 (43.2)   | 17.96 (64.32)  |
| 平均最低気温 °C （°F）                           | −4.1 (24.6)  | −3.5 (25.7)  | −0.1 (31.8)  | 4.5 (40.1)   | 8.6 (47.5)   | 13.0 (55.4)  | 16.3 (61.3)  | 15.9 (60.6)  | 11.4 (52.5)  | 6.3 (43.3)   | 0.7 (33.3)   | −2.4 (27.7)  | 5.55 (41.98)   |
| 降水量 mm （inch）                               | 34.7 (1.366) | 24.5 (0.965) | 25.9 (1.02)  | 38.9 (1.531) | 41.1 (1.618) | 20.9 (0.823) | 8.9 (0.35)   | 7.4 (0.291)  | 13.6 (0.535) | 33.4 (1.315) | 37.8 (1.488) | 43.2 (1.701) | 330.3 (13.003) |
| 平均降雨日数                                     | 5            | 6            | 5            | 6            | 7            | 5            | 1            | 2            | 2            | 5            | 5            | 7            | 56             |
| % 湿度                                           | 76           | 72           | 62           | 55           | 53           | 48           | 41           | 39           | 47           | 58           | 70           | 78           | 58.3           |
| 平均月間日照時間                                 | 96.1         | 126          | 189.1        | 207          | 266.6        | 312          | 347.2        | 341          | 288          | 220.1        | 150          | 93           | 2,636.1        |
| 出典1：Devlet Meteoroloji İşleri Genel Müdürlüğü |              |              |              |              |              |              |              |              |              |              |              |              |                |
| 出典2：Hong Kong Observatory                     |              |              |              |              |              |              |              |              |              |              |              |              |                |

## 歴史

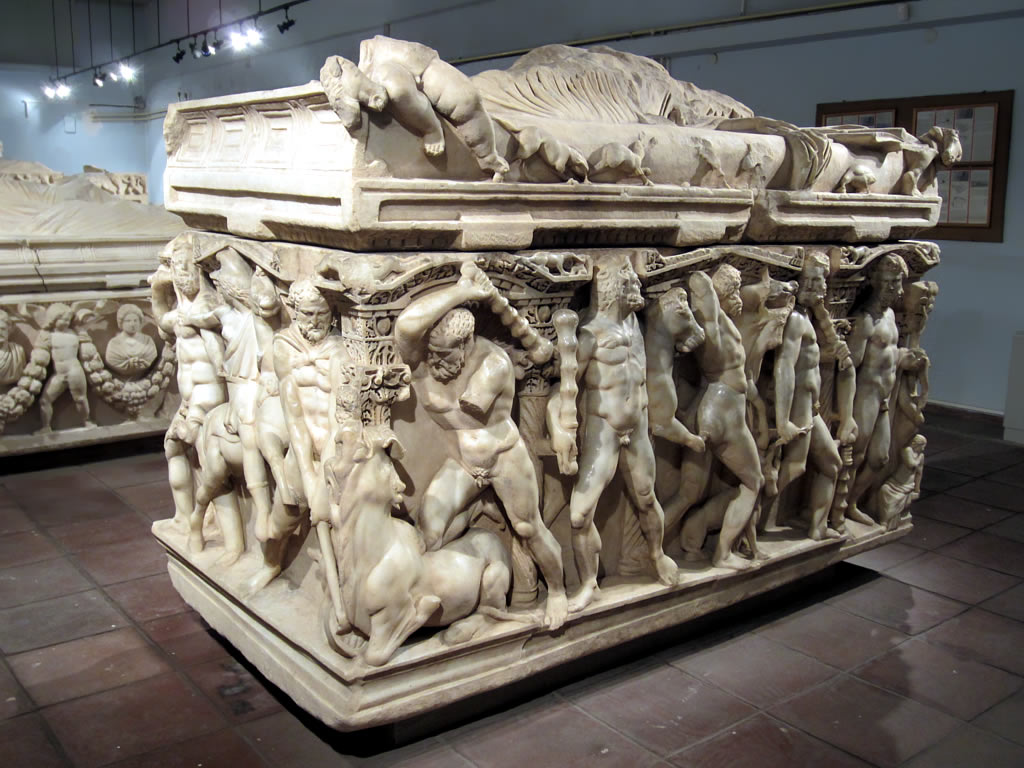
考古学博物館の棺

フリギア、リディアの時代から存在する都市で、アケメネス朝ペルシア、アレクサンドロス大王の征服を経てセレウコス朝シリアの支配を受け、ギリシャ語ではイコニオン (Iconion) と呼ばれた。ペルガモン王国の後にローマ帝国に組み込まれ、初期キリスト教の舞台のひとつとなった。
パウロは弟1次伝道旅行の際、バルナバを伴って訪れた。その後何度か訪問した。かなりの人がキリスト教に改宗したが、ユダヤ人の激しい迫害があった。
パウロ書簡の一つガラテヤ人への手紙は、この地域を含む南ガラテヤ諸教会にあてたという説がある（南ガラテヤ説）。
その後も東ローマ帝国のもとでキリスト教都市として栄えるが、マラズギルトの戦いの後、アナトリアに侵入してきたトルコ人ムスリム（イスラム教徒）の侵攻にさらされ、1076年にセルジューク朝の王族スライマーンによって征服された。まもなく、スライマーンの建設したルーム・セルジューク朝が第1回十字軍によってニカイアを奪還された後、コンヤがかわって首都となるが、1097年にゴドフロワ・ド・ブイヨン、1190年にはフリードリヒ1世によって一時的に占領された。

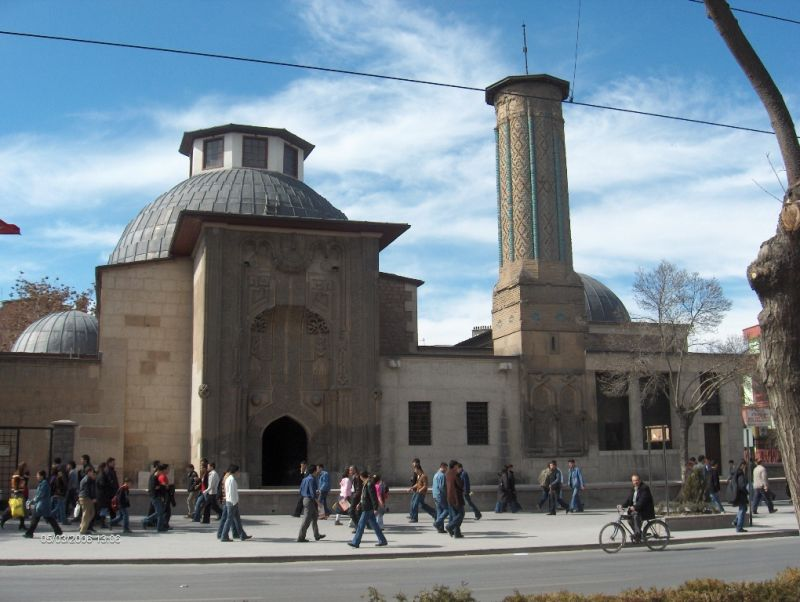
13世紀に建築されたインジェ・ミナーレ・マドラサ

13世紀に入ると、ルーム・セルジューク朝は最盛期を迎え、東はアルメニアから南北は地中海、黒海両岸に至るまでのアナトリアを征服し、対岸のクリミア半島にまで勢力を延ばすに至り、コンヤはその中心として繁栄を極めた。1237年のカイクバード1世の死後、モンゴル帝国の侵攻を受けて衰退に向かったルーム・セルジューク朝が14世紀の初頭に断絶すると、かわってコンヤの南のカラマンに興ったカラマン君侯国の支配下に入り、その首都となる。14世紀末にオスマン帝国のバヤズィト1世により征服されるがアンカラの戦いの後再びカラマン領となり、1466年に至ってカラマン君侯国がメフメト2世に征服されると、メフメトがアナトリア中部に建設したカラマン州の州都となった。
この間、1228年には中央アジアのバルフ（現在のアフガニスタン北部）に生まれたイスラム神秘主義者、ルーミー（メヴラーナ）がカイクバード1世の招請によってコンヤに定住、1273年に亡くなるまでコンヤで活動し、トルコを代表する神秘主義教団であるメヴレヴィー教団を開いた。コンヤにあるルーミーの墓廟はオスマン帝国期にはメヴレヴィー教団の道場に使われていたが、1927年にケマル・アタテュルク政権によって神秘主義教団が解散され、ルーミー廟は閉鎖された。廟は現在はメヴラーナ博物館として一般公開されており、宗教性を薄められた今もなおコンヤを代表する建造物である。この他、コンヤにはカイクバード1世の建立したアラエッディン・モスクやセリム2世のセリミエ・モスクなど多くのモスクがあり、アナトリア随一の宗教都市として繁栄したかつての姿を現在に伝えている。
1987年にコンヤ市が大都市自治体に指定され、当時はカラタイ、メラムとセルジュクルという3つの区が設定された。2004年に指定範囲は知事室周囲半径30kmまでに拡大した。2012年の行政区域改編により大都市自治体の指定範囲はコンヤ県の全域へ拡大している。

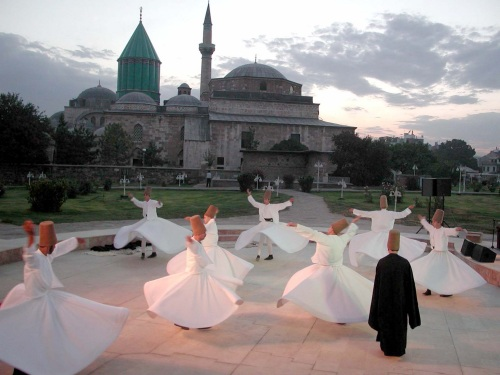
旋舞するスーフィー教団

## 対外関係

### 姉妹都市・提携都市
- ムルターン（パキスタン）
- シャキ（アゼルバイジャン）
- サラエヴォ （ボスニア・ヘルツェゴビナ）
- タブリーズ（イラン）
- テトヴォ（マケドニア共和国）
- サナア (イエメン)
- ニーシャープール（イラン）
- 京都市（近畿地方 京都府）

## 経済

### 産業
主な産業は自動車部品製造、機械製造、農業器具、鋳造工業、プラスチック塗料、化学工業、建築資材、製紙、包装、加工食品、織物、皮革である。

## 交通

### 空路

#### 空港
- コンヤ空港（英語版）

### 鉄道

#### 高速鉄道
- トルコ高速鉄道 アンカラ・コンヤ高速線（英語版）

## 教育

### 大学
- セルチュク大学（英語版）

## 施設

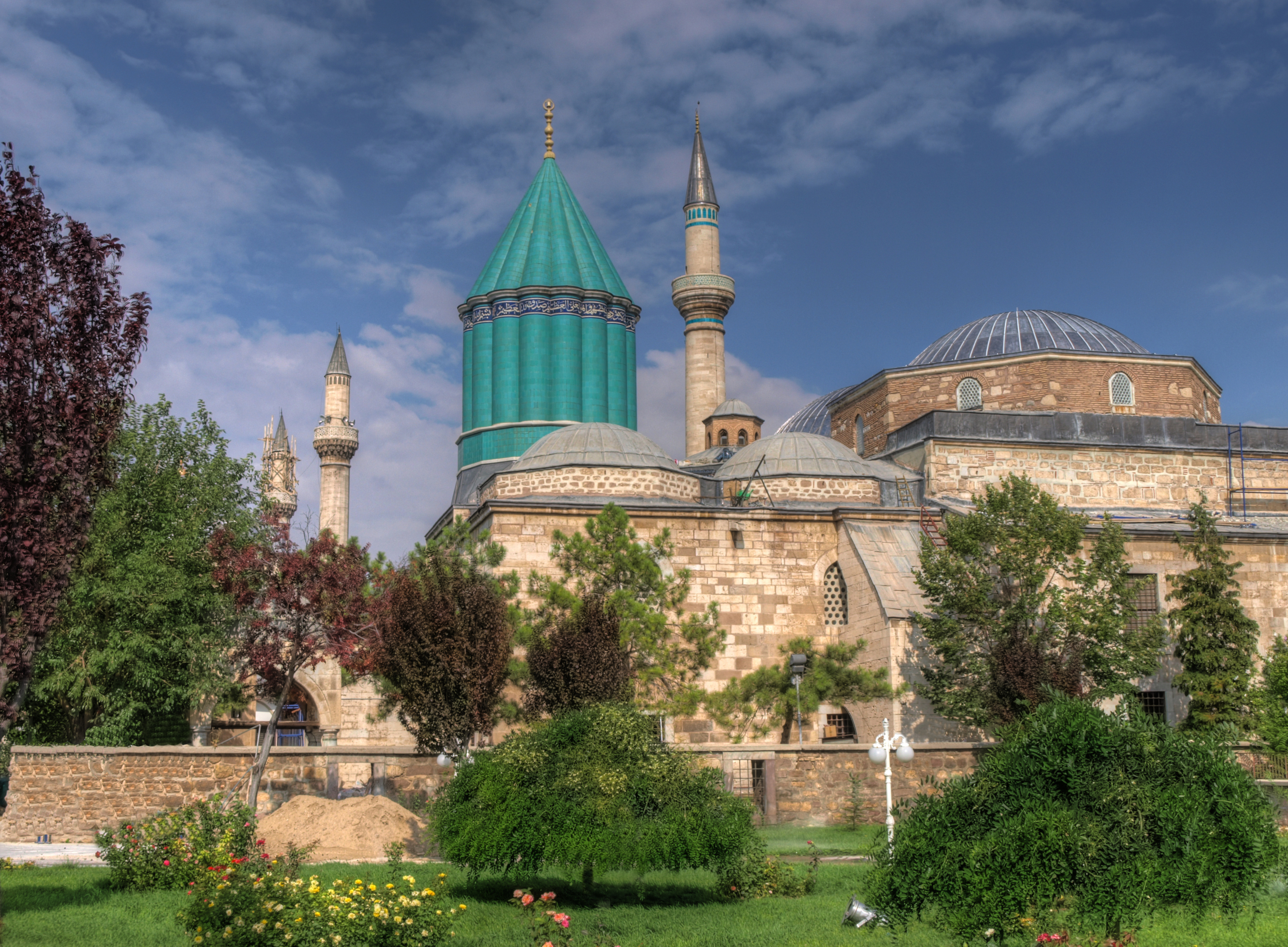
メヴラーナ博物館
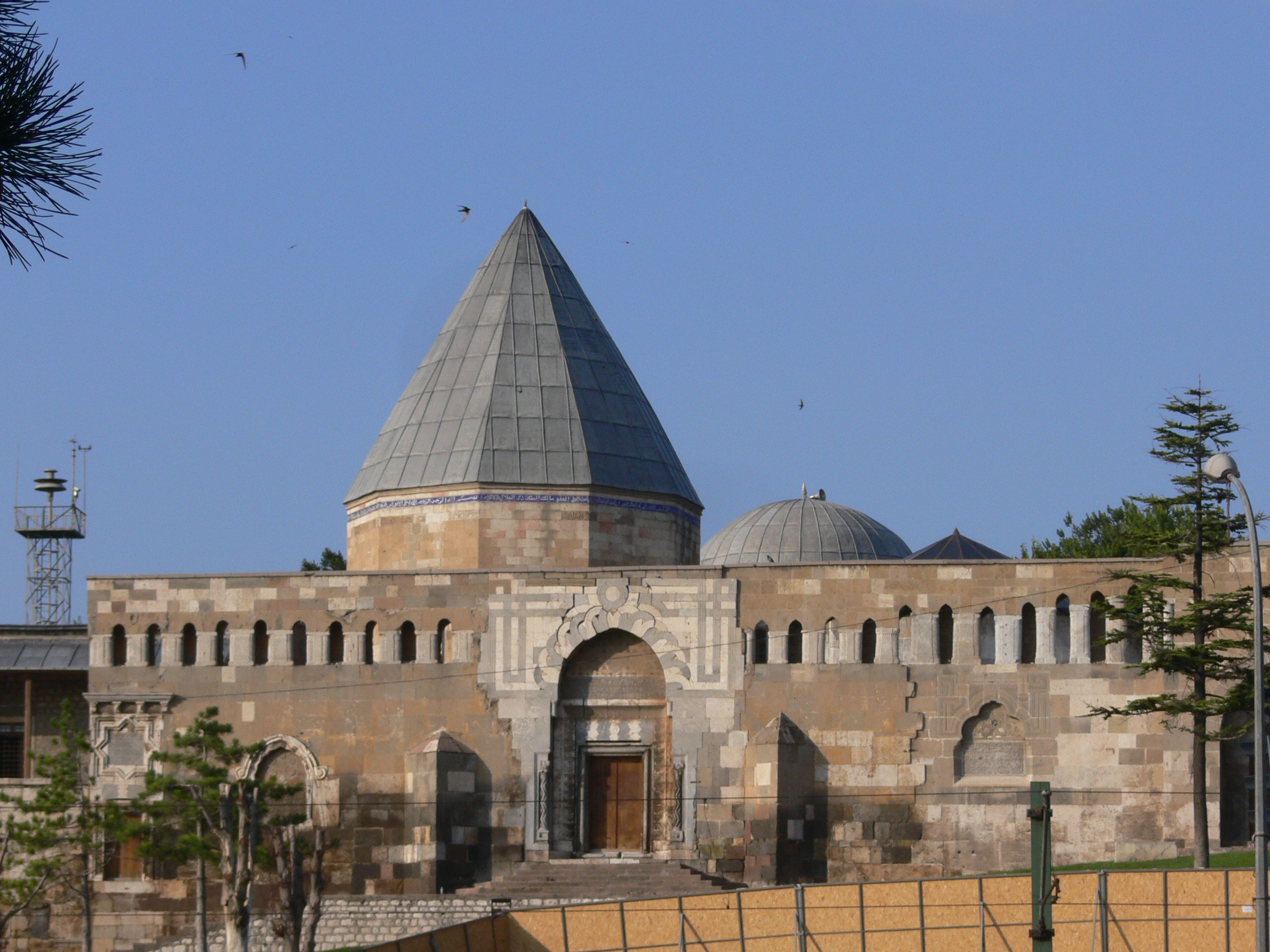
アラエッディン・モスク
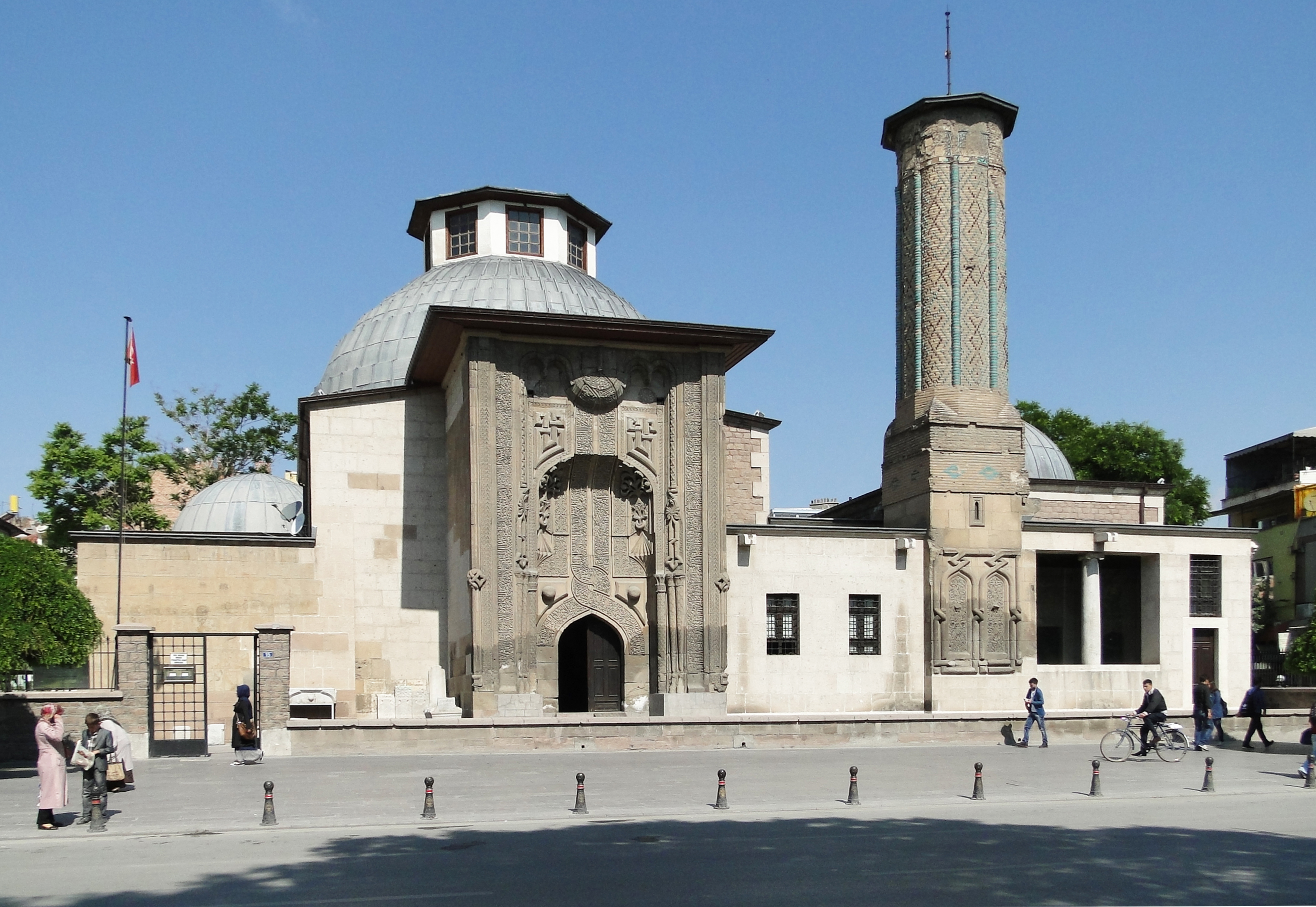
インジェ・ミナーレ神学校
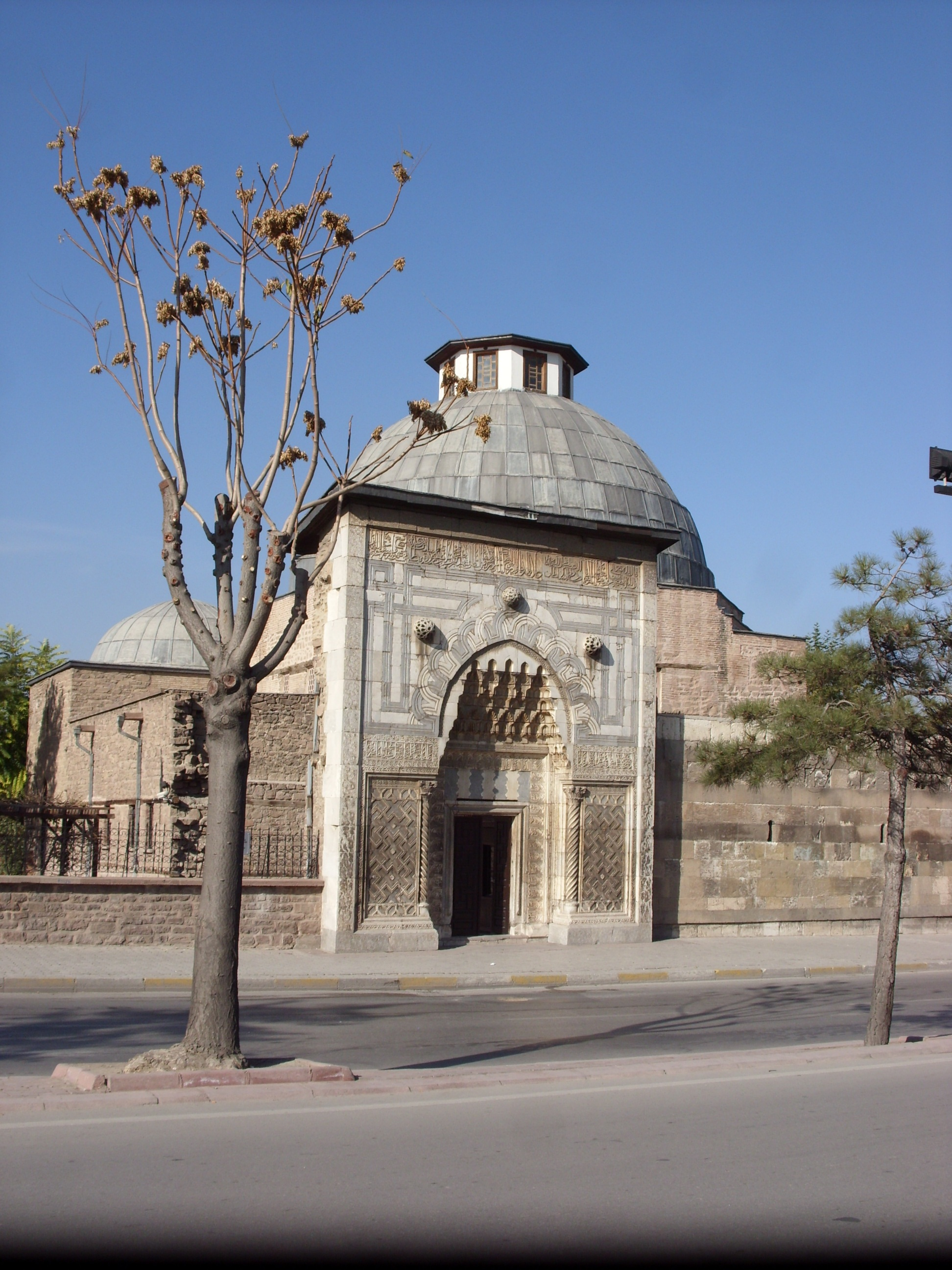
カラタイ神学校
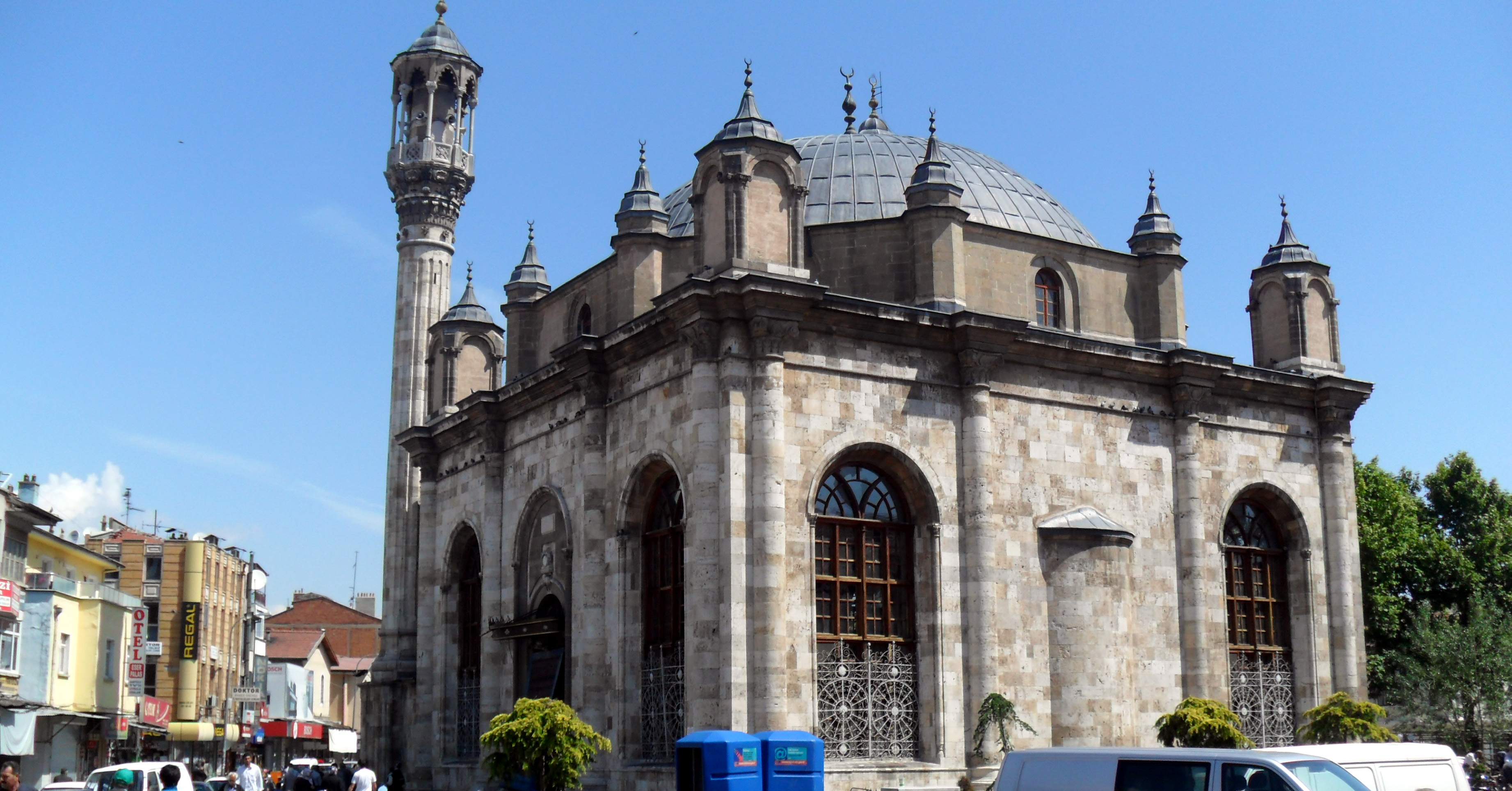
アジジエ・モスク
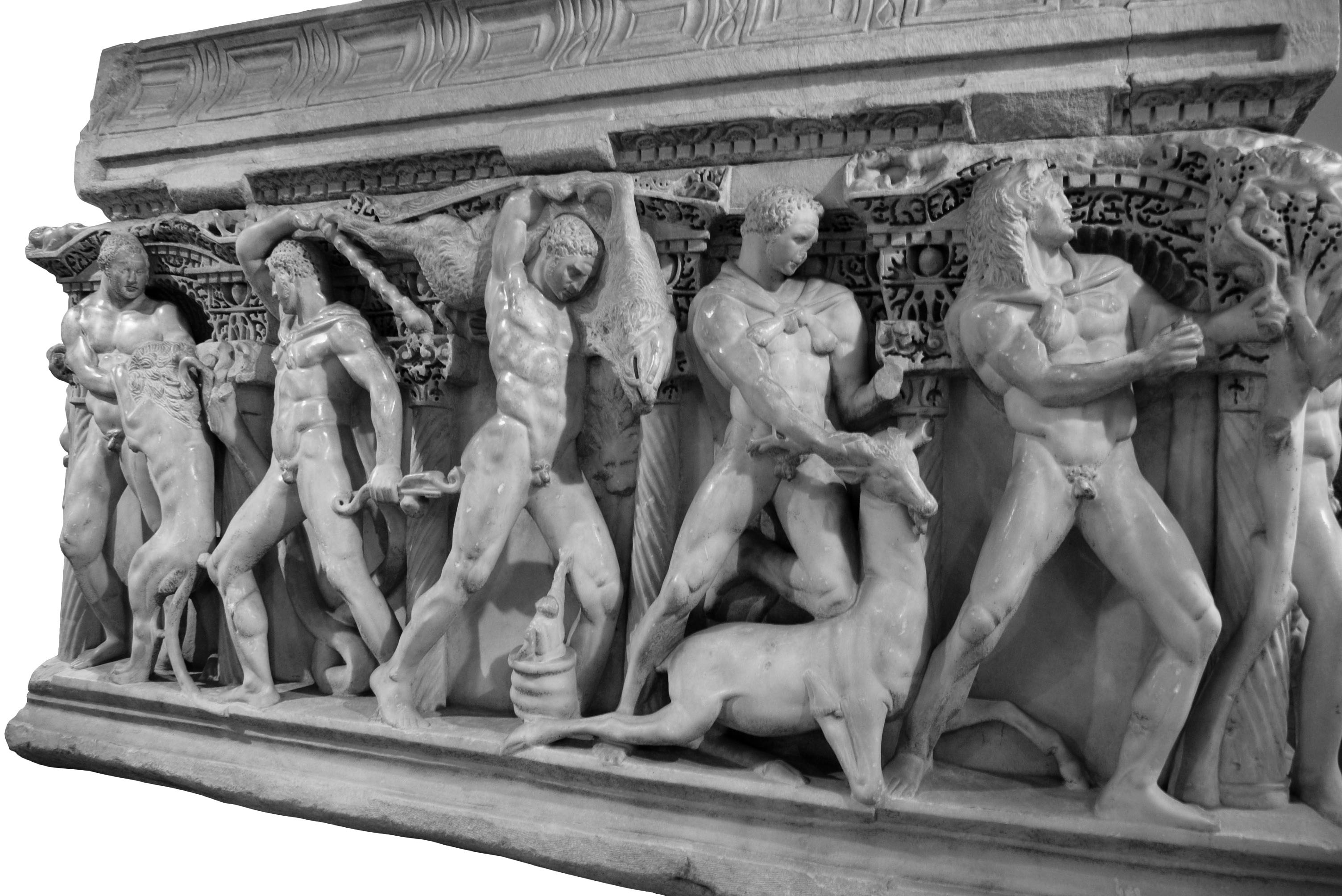
コンヤ考古学博物館の展示物
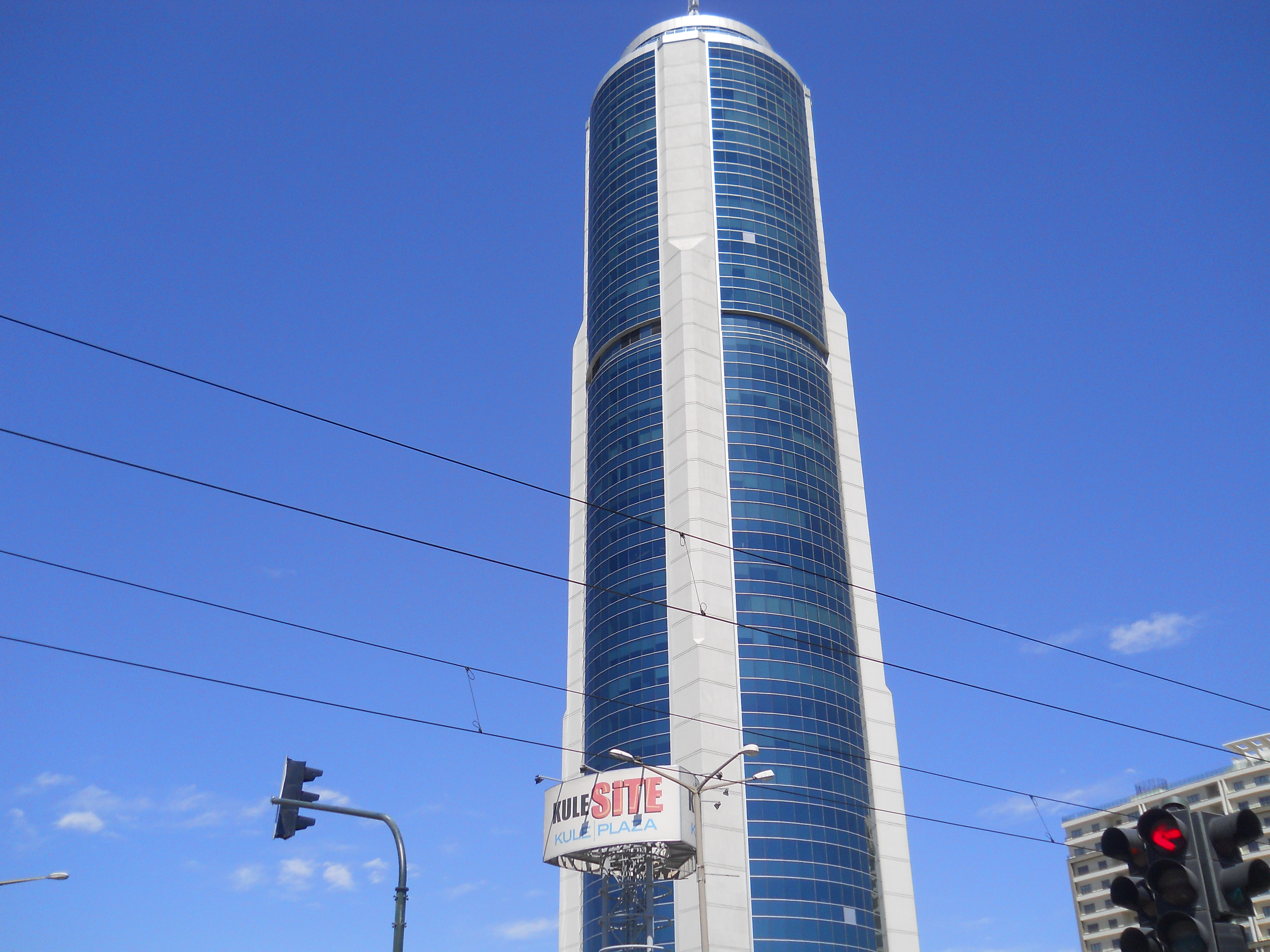
セルジュク・タワー

## 文化・名物

### 名産・特産

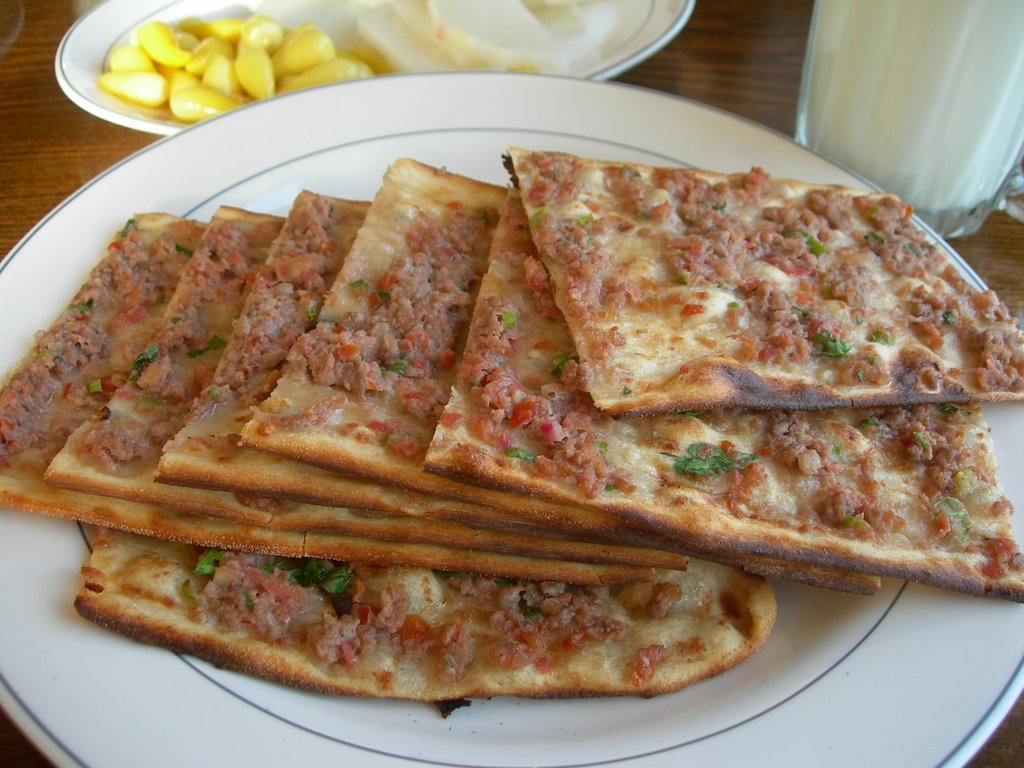
名物料理のエトリ・エキメッキ

- エトリ・エキメッキ（トルコ語版） - 薄く成形されたパン生地に肉を乗せて焼き上げた料理。イチリ・ピデ参照。

### スポーツ

#### サッカー
コンヤをホームとするサッカークラブがある。
- コンヤスポル